# Run Like Hell
Singles de Pink Floyd
Comfortably Numb
(1980) When the Tigers Broke Free
(1982)
Pistes de The Wall
In the Flesh Waiting for the Worms
Run Like Hell est une chanson du groupe de rock progressif britannique Pink Floyd. Elle apparaît sur l'album The Wall, sorti en 1979. La musique a été composée par David Gilmour — une des trois chansons que Gilmour a composées pour The Wall — et les paroles ont été écrites par Roger Waters.

## Genèse et enregistrement
Comme la chanson Comfortably Numb, Run Like Hell devait initialement figurer sur le premier album solo éponyme de David Gilmour. Finalement, il décida de garder les deux chansons et de les retravailler avec le groupe. Sur la démo originale faite par le groupe, la chanson est assez proche de la version finale de l'album. Les seules différences notables sont l'absence de paroles et sa durée. Au début, elle durait plus de cinq minutes et aucune parole n'avait été encore écrite pour la chanson. Les paroles ont été écrites durant les sessions d'enregistrement de l'album. D'autre part, la chanson a été quelque peu raccourcie pour entrer dans le cadre du peu de temps accordé à la dernière face de l'album,.
Comme pour Another Brick in the Wall (Part 2), le producteur Bob Ezrin a convaincu le groupe d'utiliser un tempo disco, même si la musique du groupe est loin de ce style. La chanson est la dernière écrite par Roger Waters et David Gilmour ensemble. Gilmour avait un doute sur la réelle contribution musicale de Waters, comme dans Comfortably Numb. Durant l'enregistrement de The Wall, il y avait beaucoup de tensions entre les deux musiciens, qui allaient s'aggraver dans les années suivantes,.

## Composition
Sur l'enregistrement, Roger Waters chante, mais il y a un effet audio qui fait croire qu'il y a deux personnes qui chantent car les pistes de voix ne proviennent pas du même endroit dans l'image stéréo. À la fin de In The Flesh et à la fin de Run Like Hell on peut entendre une foule criant : « Pink Floyd! », également à la fin de cette chanson, du côté gauche (pour le format stéréo) on peut entendre: « hammer, hammer, hammer ». Elle commence en ré majeur pour aller vers le do majeur, quand le chant commence. Run Like Hell est la seule chanson sur The Wall à contenir un solo de synthétiseur, qui est joué entre les deux couplets de la chanson — un autre solo est joué sur Young Lust et Another Brick in the Wall (Part 2), mais seulement en spectacle.

## Analyse des paroles
Comme toutes les autres chansons de l'album The Wall, la chanson raconte une partie de la vie de Pink, le personnage principal de l'histoire. Parallèlement aux autres dernières chansons de l'album, les paroles relatent le point de vue de Pink durant une hallucination provoquée par les drogues que son médecin lui a fait absorber. Il devient alors le chef du parti des « marteaux croisés » — dont le logo sont les fameux marteaux rouges et noirs récurrents dans le film et le concept — qui se retrouve devant une foule dans un auditorium.
D'une part, la chanson est l'analogie de la montée au pouvoir d'Adolf Hitler et sa descente aux enfers, similaire à la vie du personnage Pink. Quoique pas aussi détaillé que dans la prochaine chanson, Waiting for the Worms, c'est un regard sur la folie du personnage et du chef du parti Nazi. Le thème général de la chanson est d'ailleurs basé sur les événements de la Nuit de Cristal survenue le 9 novembre 1938 contre les Juifs allemands lorsque les nazis ont détruit plus de deux cent cinquante synagogues et environ sept mille cinq cents commerces juifs. Plusieurs juifs furent tués et des milliers blessés. Cette action de terreur est dépeinte dans les paroles et la scène du film Pink Floyd The Wall,.

## Version du film
Lors de la scène de Run Like Hell dans l'adaptation cinématographique de l'album, Pink Floyd The Wall, on montre des personnes juives ou noires se faire voler dans leurs maisons ainsi que dans leurs magasins par des Nazis envoyés par Pink. Une séquence montre un couple, un noir et une blanche, faisant l'amour sur le siège arrière d'une voiture, quand un groupe de nazis les aperçoit. L'homme se fait sortir de la voiture pour être ensuite battu et un des attaquants entre dans la voiture et viole la femme restée à l'intérieur et terrorisée. Durant cette scène, on peut entendre par-dessus la musique les paroles «  'cause if they catch you in the backseat trying to pick her locks, they're going to send you back to mother in a cardboard box » (« car s'ils te voient à l'arrière d'une voiture en train d'essayer de la baiser, ils vont te renvoyer à ta mère dans une boîte en carton »).

## Représentations en concert

### La tournéeThe Wallen 1980 et 1981
Lors de la tournée The Wall faite en 1980 et 1981 pour promouvoir l'album et qui constituait l'une des trois étapes du concept The Wall — l'album, le concert, puis le film —, Run Like Hell était jouée derrière le mur bâti sur la scène même qui représentait le concept.
À la fin de la chanson précédente, In the Flesh, un cochon gonflable géant sortait de derrière le mur — ces cochons ont servi à tous les concerts de Pink Floyd depuis l'album Animals (1977), dont la pochette figurait la Battersea Power Station au-dessus duquel flottait un cochon — et Roger Waters parlait à la foule en termes semblables mais différents à chaque représentation. Sur l'album Is There Anybody Out There? The Wall Live 1980-81, deux « discours » sont mixés ensemble ; ceux du 15 et du 17 juin 1981. Lors de l'interprétation de la chanson, Waters et David Gilmour chantaient chacun leur tour une ligne des paroles.

### Roger Waters
Dans le concert de Roger Waters à Berlin en 1990, il ne fait aucun discours, mais il chante la chanson au complet et il ne joue pas la basse. Après le départ de Waters du groupe, Run Like Hell est devenue une chanson souvent jouée comme rappel à la fin des concerts. David Gilmour allonge sa partie de guitare au début de la chanson et il chante avec leur nouveau bassiste, Guy Pratt qui chante les lignes de Waters. Dans la tournée The Division Bell en 1994, Pratt mentionnait parfois la ville dans laquelle le concert a lieu. Dans le concert Pulse par exemple, on peut clairement entendre le mot « London » dans la phrase « they're going to send you back to mother in a cardboard box », qui devient « they're going to send you back to London in a cardboard box ».

## Classements hebdomadaires
| Classement (1980)            | Meilleure place |
| ---------------------------- | --------------- |
| Allemagne (Media Control AG) | 46              |
| Canada (RPM)                 | 15              |
| États-Unis (Hot 100)         | 53              |
| France (IFOP)                | 23              |
| Nouvelle-Zélande (RMNZ)      | 30              |
| Suède (Sverigetopplistan)    | 18              |

## Personnel
- Roger Waters - basse, chant et cris
- David Gilmour - guitares, cymbales
- Richard Wright - synthétiseur Prophet-5
- Nick Mason - batterie
- James Guthrie - cymbale et cris
- Bobbye Hall - congas et bongos
- Phil Taylor - effets sonores (crissement de pneus)